# Бездонный
Бездонный — опустевший посёлок в Мокшанском районе Пензенской области. Входит в состав Плесского сельсовета.

## География
Находится в северной части Пензенской области на расстоянии приблизительно 1,5 км на север-северо-восток от центра поселения села Плесс на правобережье реки Мокша.

## История
В 1939 году входил в Михайловский сельсовет Мокшанского района. В 1955 году — Богородского сельсовета, колхоз «Знамя коммунизма». В 2004 году — 1 хозяйство. По состоянию на 2020 год опустел.

## Население
Численность населения: 51 человек (1930), 62 (1959), 16 (1979), 2 (1989), 2 (1996). Население составляло 2 человека (русские 100 %) в 2002 году, 1 в 2010.